# Dòng chảy Stokes

Một vật thể di chuyển trong môi trường chất khí hoặc chất lỏng chịu tác động của một lực trong phương đối diện với chuyển động của nó. Vận tốc cuối cùng của vật thể sẽ đạt được khi lực cản cân bằng về độ lớn nhưng ngược hướng với lực gây ra chuyển động của vật thể. Trong ảnh là một vật thể hình cầu di chuyển trong dòng chảy Stokes, với số Reynolds rất thấp.

Dòng chảy Stokes (được đặt theo tên của George Gabriel Stokes), còn có tên là dòng chảy từ từ hoặc chuyển động từ từ, là một loại dòng chảy chất lưu trong đó lực quán tính bình lưu rất nhỏ so với lực nhớt. Dòng chảy Stokes có số Reynolds rất thấp, tức là{\displaystyle {\textit {Re}}\ll 1}. Đây là một trường hợp điển hình của các dòng chảy chất lưu với vận tốc rất chậm, độ nhớt rất lớn, hoặc quy mô chiều dài của dòng chảy rất nhỏ. Ban đầu dòng chảy từ từ được nghiên cứu để tìm hiểu về lý thuyết bôi trơn. Trong tự nhiên loại dòng chảy này có thể được quan sát thấy khi vi sinh vật và tinh trùng bơi trong môi trường chất lưu chứa chúng và trong dòng chảy của dung nham. Trong công nghệ, dòng chảy Stokes xảy ra trong dòng chảy của các loại sơn, thiết bị MEMS, và dòng chảy của polymer nhớt thông thường.
Các phương trình của chuyển động của dòng chảy Stokes, được gọi là các phương trình Stokes, và chúng là sự tuyến tính hóa của các phương trình Navier-Stokes, do đó có thể được giải bằng một số phương pháp nổi tiếng áp dụng cho phương trình vi phân tuyến tính. Hàm Green sơ cấp cho dòng Stokes được gọi là Stokeslet, đại diện cho một dòng chảy Stokes dưới tác dụng của một lực tập trung đơn nhất. Từ các đạo hàm của nó (Stokeslet) có thể tìm được những lời giải cơ sở khác.
Lời giải cơ sở của bài toán một lực tập trung tác dụng lên một dòng chảy Stokes ổn định được nhà khoa học đoạt giải Nobel Hendrik Lorentz tìm ra vào năm 1896. Lời giải này hiện nay được biết đến với cái tên Stokeslet, mặc dù Stokes không bao giờ biết về nó. Tên Stokeslet do Hancock đặt ra năm 1953. Các lời giải cơ sở dạng khép kín cho các dòng chảy Stokes và Oseeen không ổn định tổng quát hóa tương ứng với chuyển động quay và tịnh tiến phụ thuộc thời gian bất kỳ đã được tìm ra cho các chất lưu Newton và chất lưu vi cực (micropolar).

## Các phương trình Stokes
Phương trình chuyển động của dòng chảy Stokes được rút ra bằng cách tuyến tính hóa các phương trình Navier - Stokes ở trạng thái ổn định. Lực quán tính được giả định là không đáng kể so với lực nhớt, và do đó có thể loại bỏ các số hạng liên quan đến quán tính của cân bằng động lượng trong các phương trình Navier - Stokes làm giảm cân bằng động lượng trong các phương trình Navier Stokes thành cân bằng lực trong các phương trình Stokes:
{\displaystyle {\boldsymbol {\nabla }}\cdot \mathbb {P} +\mathbf {f} =0}
Trong đó {\displaystyle \scriptstyle \mathbb {P} } là trường tensor ứng suất Cauchy đại diện cho ứng suất áp suất và ứng suất nhớt,, và {\displaystyle \scriptstyle \mathbf {f} } một lực khối tác dụng lên dòng chảy đang xét. Các phương trình Stokes đầy đủ cũng bao gồm một phương trình cho bảo toàn khối lượng, thường được viết dưới dạng:
{\displaystyle {\frac {d\rho }{dt}}+\rho \nabla \cdot \mathbf {u} =0}
Trong đó {\displaystyle \scriptstyle \rho } là mật độ chất lưu và {\displaystyle \scriptstyle \mathbf {u} } là vận tốc chất lưu. Để có được các phương trình chuyển động cho dòng chảy không nén được, giả định rằng mật độ {\displaystyle \scriptstyle \rho } là một hằng số.
Ngoài ra, đôi khi người ta có thể xem xét các phương trình Stokes không ổn định, trong đó số hạng {\displaystyle \scriptstyle \rho {\frac {\partial \mathbf {u} }{\partial t}}} được thêm vào phía bên tay trái của phương trình cân bằng động lượng.

### Thuộc tính
Các phương trình Stokes là một sự đơn giản hóa đáng kể của các phương trình Navier-Stokes đầy đủ, đặc biệt là trong trường hợp chất lưu Newton không nén được.. Các phương trình Stokes đã loại bỏ các số hạng bậc cao của các phương trình Navier-Stokes đầy đủ, điều này chỉ đúng trong giới hạn đặc biệt {\displaystyle Re\to 0.}
Tính tức thời
Dòng chảy Stokes không có sự phụ thuộc vào thời gian nào khác ngoài việc thông qua các điều kiện biên phụ thuộc thời gian. Điều này có nghĩa là, nếu cho biết các điều kiện biên của một dòng chảy Stokes, thì dòng chảy có thể được tìm ra (được giải) mà không cần các hiểu biết về dòng chảy tại bất kỳ thời điểm nào.
Tính thuận nghịch – thời gian
Đây là một hệ quả trực tiếp của tính tức thời, tính thuận nghịch – thời gian có nghĩa là nếu một dòng chảy Stokes bị đảo ngược thời gian thì các phương trình chi phối của nó là hoàn toàn giống như các phương trình chi phối của dòng Stokes ban đầu. Thuộc tính này đôi khi có thể được sử dụng (kết hợp với tính tuyến tính và tính đối xứng của các điều kiện biên) để rút ra các kết quả về một dòng chảy mà không cần giải nó một cách đầy đủ. Tính thuận nghịch thời gian biểu thị rằng không thể trộn hai chất lưu bằng cách sử dụng dòng chảy từ từ.
Các thuộc tính trên đúng cho các dòng chảy Stokes của chất lưu Newton không nén được, nhưng do bản chất phi tuyến tính và đôi khi phụ thuộc thời gian của chất lưu Newton các thuộc tính trên sẽ không còn đúng trong trường hợp tổng quát (của chất lưu Newton).
Nghịch lý Stokes
Một tính chất thú vị của dòng chảy Stokes được gọi là nghịch lý của Stokes: không thể có dòng chảy Stokes của một chất lưu bất kỳ xung quanh một đĩa tròn trong 2 phương; hay nói cách khác, không có lời giải không tầm thường cho các phương trình Stokes xung quanh một trụ dài vô hạn.

### Chứng minh tính thuận nghịch thời gian
Phương pháp Taylor-Couette có thể tạo ra dòng chảy tầng bằng cách sử dụng hai trụ đồng tâm di chuyển qua nhau theo đường xoắn ốc biểu kiến. Một chất lưu, ví dụ như như sirô ngô, có độ nhớt rất lớn sẽ lấp đầy khoảng trống giữa hai trụ, với các vùng màu nằm trong chất lưu có thể nhìn thấy được nhờ trụ ngoài trong suốt. Các trụ chuyển động quay tương đối với nhau ở tốc độ thấp, tốc độ này cùng với độ nhớt cao của chất lưu và khoảng trống nhỏ cho kết quả là một dòng chảy chất lưu với số Reynolds thấp, để sự pha trộn của các vùng màu là dòng chảy tầng thực sự và sau đó có thể được đảo ngược trở lại trạng thái ban đầu. Điều này tạo ra một minh chứng ấn tượng của sự pha trộn một chất lưu và sau đó đưa nó trở lại trạng thái ban đầu như khi chưa pha trộn bằng cách đảo ngược chiều quay của các trụ.

## Dòng chảy không nén được của các chất lưu Newton
Trong trường hợp thông thường đối với chất lưu Newton không nén được, các phương trình Stokes có dạng (được vector hóa):
{\displaystyle {\begin{aligned}\mu \nabla ^{2}\mathbf {u} -{\boldsymbol {\nabla }}p+\mathbf {f} &=0\\{\boldsymbol {\nabla }}\cdot \mathbf {u} &=0\end{aligned}}}
Trong đó {\displaystyle \scriptstyle \mathbf {u} } là vận tốc của chất lưu, {\displaystyle \scriptstyle {\boldsymbol {\nabla }}p} là gradient của áp suất, {\displaystyle \scriptstyle \mu } là độ nhớt động lực, và {\displaystyle \scriptstyle \mathbf {f} } là một lực khối tác dụng lên chất lưu. Đây là các phương trình tuyến tính đối với vận tốc và áp suất, và do đó có thể tận dụng lợi thế của một loạt các phương pháp giải phương trình vi phân tuyến tính.

### Hệ tọa độ Descartes
Với vector vận tốc {\displaystyle \scriptstyle \mathbf {u} =(u,v,w)} và vector lực khối {\displaystyle \scriptstyle \mathbf {f} =(f_{x},f_{y},f_{z})}, chúng ta có thể viết các phương trình vector một cách rõ ràng như sau:
{\displaystyle {\begin{aligned}\mu \left({\frac {\partial ^{2}u}{\partial x^{2}}}+{\frac {\partial ^{2}u}{\partial y^{2}}}+{\frac {\partial ^{2}u}{\partial z^{2}}}\right)-{\frac {\partial p}{\partial x}}+f_{x}&=0\\\mu \left({\frac {\partial ^{2}v}{\partial x^{2}}}+{\frac {\partial ^{2}v}{\partial y^{2}}}+{\frac {\partial ^{2}v}{\partial z^{2}}}\right)-{\frac {\partial p}{\partial y}}+f_{y}&=0\\\mu \left({\frac {\partial ^{2}w}{\partial x^{2}}}+{\frac {\partial ^{2}w}{\partial y^{2}}}+{\frac {\partial ^{2}w}{\partial z^{2}}}\right)-{\frac {\partial p}{\partial z}}+f_{z}&=0\\{\partial u \over \partial x}+{\partial v \over \partial y}+{\partial w \over \partial z}&=0\end{aligned}}}
Có được những phương trình này là nhờ các giả định rằng {\displaystyle \scriptstyle \mathbb {P} =\mu ({\boldsymbol {\nabla }}\mathbf {u} +({\boldsymbol {\nabla }}\mathbf {u} )^{T})-p\mathbb {I} } và mật độ {\displaystyle \rho } là một hằng số.

### Phương pháp giải

#### Phương pháp hàm dòng
Phương trình cho một dòng chảy Newton Stokes không nén được có thể được giải bằng phương pháp hàm dòng trong mặt phẳng hoặc trong các trường hợp 3D đối xứng trực
| Loại hàm                                | Hệ tọa độ        | Phương trình | Lưu ý                                                              |
| --------------------------------------- | ---------------- | --- | ------------------------------------------------------------------ |
| Hàm dòng {\displaystyle (\psi )}        | Tọa độ phẳng 2-D | {\displaystyle \nabla ^{4}\psi =0} or {\displaystyle \Delta ^{2}\psi =0} (phương trình lưỡng điều hòa) | {\displaystyle \Delta } là toán tử Laplacian trong 2D              |
| Hàm dòng Stokes {\displaystyle (\Psi )} | Tọa độ cầu 3-D   | {\displaystyle E^{2}\Psi =0,} trong đó {\displaystyle E={\partial ^{2} \over \partial r^{2}}+{\sin {\theta } \over r^{2}}{\partial \over \partial \theta }\left({1 \over \sin {\theta }}{\partial \over \partial \theta }\right)} | Đối với toán tử {\displaystyle E} xem thêm Hàm dòng Stokes#Độ xoáy |
| Hàm dòng Stokes {\displaystyle (\Psi )} | Tọa độ trụ 3-D   | {\displaystyle L_{-1}^{2}\Psi =0,} where {\displaystyle L_{-1}={\frac {\partial ^{2}}{\partial z^{2}}}+{\frac {\partial ^{2}}{\partial \rho ^{2}}}-{\frac {1}{\rho }}{\frac {\partial }{\partial \rho }}}                         | Đối với {\displaystyle L_{-1}} xem thêm                            |

#### Phương pháp hàm Green: Stokeslet
Sự tuyến tính của các phương trình Stokes trong trường hợp chất lưu Newton không nén được có nghĩa là tồn tại hàm Green, {\displaystyle \mathbb {J} (\mathbf {r} )}. Hàm Green được tìm thấy bằng cách giải các phương trình Stokes với số hạng lực được thay thế bằng một lực tập trung tại gốc tọa độ và các điều kiện biên biến mất (bằng không) ở vô cùng:
{\displaystyle {\begin{aligned}\mu \nabla ^{2}\mathbf {u} -{\boldsymbol {\nabla }}p&=-\mathbf {F} \cdot \mathbf {\delta } (\mathbf {r} )\\{\boldsymbol {\nabla }}\cdot \mathbf {u} &=0\\|\mathbf {u} |,p&\to 0\quad {\mbox{as}}\quad r\to \infty \end{aligned}}}
trong đó {\displaystyle \mathbf {\delta } (\mathbf {r} )} là hàm Dirac delta, và {\displaystyle \mathbf {F} \cdot \delta (\mathbf {r} )} đại diện cho một lực tập trung tại gốc tọa độ. Lời giải cho áp suất p và vận tốc u với |u| và p biến mất ở vô cùng như sau:
{\displaystyle \mathbf {u} (\mathbf {r} )=\mathbf {F} \cdot \mathbb {J} (\mathbf {r} ),\qquad p(\mathbf {r} )={\frac {\mathbf {F} \cdot \mathbf {r} }{4\pi |\mathbf {r} |^{3}}}}
trong đó
{\displaystyle \mathbb {J} (\mathbf {r} )={1 \over 8\pi \mu }\left({\frac {\mathbb {I} }{|\mathbf {r} |}}+{\frac {\mathbf {r} \mathbf {r} }{|\mathbf {r} |^{3}}}\right)}
là một tensor bậc hai (hay chính xác hơn là trường tensor) được biết đến như là tensor Oseen (đặt theo tên của Carl Wilhelm Oseen). Các số hạng Stokeslet và lời giải lực tập trung được sử dụng để mô tả {\displaystyle \mathbf {F} \cdot \mathbb {J} (\mathbf {r} )}. Tương tự như điện tích tập trung trong Tĩnh điện, Stokeslet không chịu lực ở khắp mọi nơi ngoại trừ tại gốc tọa độ, nơi có một lực với cường độ {\displaystyle \mathbf {F} }.
Đối với một phân bố lực liên tục lực (mật độ) {\displaystyle \mathbf {f} (\mathbf {r} )} lời giải (một lần nữa biến mất ở vô cùng) sau đó có thể được xây dựng bằng phương pháp chồng chất:
{\displaystyle \mathbf {u} (\mathbf {r} )=\int \mathbf {f} (\mathbf {r'} )\cdot \mathbb {J} (\mathbf {r} -\mathbf {r'} )\mathrm {d} \mathbf {r'} ,\qquad p(\mathbf {r} )=\int {\frac {\mathbf {f} (\mathbf {r'} )\cdot (\mathbf {r} -\mathbf {r'} )}{4\pi |\mathbf {r} -\mathbf {r'} |^{3}}}\,\mathrm {d} \mathbf {r'} }
Tích phân vận tốc này có thể được xem như là một sự giảm sút về thứ nguyên: từ phương trình vi phân từng phần ba chiều thành phương trình tích phân hai chiều đối với các mật độ chưa biết.

#### Lời giải Papkovich - Neuber
Lời giải Papkovich - Neuber biểu diễn các trường vận tốc và áp suất của một dòng chảy Newton Stokes không nén được dưới dạng hai hàm tiềm năng điều hòa.

#### Bằng phương pháp phần tử biên
Một số vấn đề, chẳng hạn như sự biến đổi hình dạng của bong bóng trong dòng chảy Stokes, dẫn tới lời giải số bằng phương pháp phần tử biên. Kỹ thuật này có thể được áp dụng cho cả dòng 2 và 3 chiều. 

### Dòng Stokes với các cấu trúc hình học cụ thể

#### Dòng chảy Hele-Shaw
Dòng chảy Hele-Shaw là một ví dụ về một cấu trúc hình học mà lực quán tính là không đáng kể. Nó được xác định bởi hai tấm phẳng song song sắp xếp rất gần nhau với khoảng cách giữa các tấm được chiếm cứ một phần bởi chất lưu và một phần bởi những chướng ngại vật có dạng hình trụ có thể quay được vuông góc với các tấm.

#### Lý thuyết vật thể mảnh
Lý thuyết vật thể mảnh trong dòng chảy Stokes là một phương pháp gần đúng đơn giản để xác định các trường dòng chảy không quay xung quanh các vật thể có chiều dài lớn hơn nhiều so với chiều rộng của chúng. Cơ sở của phương pháp này là để chọn lựa một sự phân phối của các (điểm) kỳ dị của dòng chảy dọc theo một đường thẳng (bởi vì vật thể là mảnh) để dòng chảy không quay của chúng kết hợp với một dòng đồng nhất một cách xấp xỉ thỏa mãn điều kiện vận tốc vuông góc bằng không.

#### Lời giải Lamb trong hệ tọa độ cầu [sửa]
Lời giải tổng quát Lamb nảy sinh từ thực tế rằng áp suất {\displaystyle p} thỏa mãn phương trình Laplace, và có thể được mở rộng thành một chuỗi các hàm điều hòa hình cầu đặc trong tọa độ cầu. Kết quả là, lời giải cho các phương trình Stokes có thể được viết như sau:
{\displaystyle {\begin{aligned}\mathbf {u} &=\sum _{n=-\infty ,n\neq 1}^{n=\infty }\left[{\frac {(n+3)r^{2}\nabla p_{n}}{2\mu (n+1)(2n+3)}}-{\frac {n\mathbf {x} p_{n}}{\mu (n+1)(2n+3)}}\right]+\sum _{n=-\infty }^{n=\infty }[\nabla \Phi _{n}+\nabla \times (\mathbf {x} \chi _{n})]\\p&=\sum _{n=-\infty }^{n=\infty }p_{n}\end{aligned}}}
trong đó {\displaystyle p_{n},\Phi _{n},} và {\displaystyle \chi _{n}} là các hàm điều hòa hình cầu đặc bậc {\displaystyle n}:
{\displaystyle {\begin{aligned}p_{n}&=r^{n}\sum _{m=0}^{m=n}P_{n}^{m}(\cos \theta )(a_{mn}\cos m\phi +{\tilde {a}}_{mn}\sin m\phi )\\\Phi _{n}&=r^{n}\sum _{m=0}^{m=n}P_{n}^{m}(\cos \theta )(b_{mn}\cos m\phi +{\tilde {b}}_{mn}\sin m\phi )\\\chi _{n}&=r^{n}\sum _{m=0}^{m=n}P_{n}^{m}(\cos \theta )(c_{mn}\cos m\phi +{\tilde {c}}_{mn}\sin m\phi )\end{aligned}}}
Và {\displaystyle P_{n}^{m}} là các đa thức Legendre liên quan. Lời giải Lamb có thể được sử dụng để mô tả chuyển động của chất lưu bên trong hoặc bên ngoài một vật thể hình cầu. Ví dụ, nó có thể được sử dụng để mô tả chuyển động của chất lưu xung quanh bề mặt của một phần tử hình cầu, được gọi là squirmer, hoặc để mô tả dòng chảy bên trong một giọt chất lưu hình cầu. Đối với các dòng chảy bên trong, các số hạng với {\displaystyle n<0} sẽ bị bỏ qua, trong khi đối với các dòng chảy bên ngoài các số hạng với {\displaystyle n>0} sẽ bị bỏ qua (thường quy ước {\displaystyle n\to -n-1} là các dòng chảy bên ngoài để tránh lập bảng chú dẫn có chứa các số âm).

### Các Định lý về dòng chảy Stokes

#### Định luật Stokes (Lực cản Stokes)
Định luật Stokes về lực cản tác dụng lên một vật thể hình cầu đang chuyển động, còn được gọi là lực cản Stokes, là một mối quan hệ mô tả lực cản tác dụng bởi chất lưu xung quanh lên một vật thể hình cầu nằm trong một dòng chảy Stokes. Cho một vật thể hình cầu có bán kính {\displaystyle a}, chuyển động với vận tốc {\displaystyle U}, trong một chất lưu Stokes có độ nhớt động lực {\displaystyle \mu }, lực cản FD, được tính theo công thức sau:
{\displaystyle F_{D}=6\pi \mu aU}

#### Định lý tiêu hao năng lượng tối thiểu
Theo định lý tiêu hao năng lượng tối thiểu, lời giải Stokes tiêu tán năng lượng ít hơn bất kỳ trường vector solenoidal (trường vector có div bằng không) nào khác với cùng vận tốc biên.

#### Định lý thuận nghịch Lorentz
Định lý thuận nghịch Lorentz nói về mối quan hệ giữa hai dòng chảy Stokes trong cùng một vùng. Hãy xem xét một vùng chứa chất lưu {\displaystyle V} được bao quanh bởi bề mặt {\displaystyle S}. Hãy để các trường vận tốc {\displaystyle \mathbf {u} } và {\displaystyle \mathbf {u} '} và giải các phương trình Stokes trong miền {\displaystyle V}, tương ứng với các trường ứng suất {\displaystyle \mathbf {\sigma } } and {\displaystyle \mathbf {\sigma } '}. Thì ta có đẳng thức sau:
{\displaystyle \int _{S}\mathbf {u} \cdot (\mathbf {\sigma } '\cdot \mathbf {n} )dS=\int _{S}\mathbf {u} '\cdot (\mathbf {\sigma } \cdot \mathbf {n} )dS}
Trong đó {\displaystyle \mathbf {n} } là vector pháp tuyến đơn vị trên bề mặt {\displaystyle S}. Định lý thuận nghịch Lorentz có thể được sử dụng để chứng minh rằng dòng chảy Stokes "truyền" tổng lực và mô-men xoắn không thay đổi từ một mặt kín bên trong tới một bề mặt bao quanh bên ngoài. Định lý thuận nghịch Lorentz cũng được sử dụng để tìm mối liên hệ giữa tốc độ bơi của một vi sinh vật, chẳng hạn như vi khuẩn cyanobacterium, với vận tốc bề mặt gây ra bởi các biến dạng của hình dạng cơ thể thông qua long mao (cilia) hay lông roi (flagella).

#### Các định luật Faxén
Các định luật Faxén là những quan hệ trực tiếp biểu diễn các moment đa cực về dòng chảy bao quanh và các đạo hàm của nó. Được phát triển đầu tiên bởi Hilding Faxén để tính toán lực, {\displaystyle \mathbf {F} }, và moment xoắn, {\displaystyle \mathbf {T} } trên một khối cầu, chúng có dạng như sau:   
{\displaystyle {\begin{aligned}\mathbf {F} &=6\pi \mu a\left(1+{\frac {a^{2}}{6}}\nabla ^{2}\right)\mathbf {v} ^{\infty }(\mathbf {x} )|_{x=0}-6\pi \mu a\mathbf {U} \\\mathbf {T} &=8\pi \mu a^{3}(\mathbf {\Omega } ^{\infty }(\mathbf {x} )-\mathbf {\omega } )|_{x=0}\end{aligned}}}
trong đó {\displaystyle \mu } là độ nhớt động lực, {\displaystyle a} là bán kính phần tử, {\displaystyle \mathbf {v} ^{\infty }}là dòng chảy bao quanh, {\displaystyle \mathbf {U} } là tốc độ phần tử, {\displaystyle \mathbf {\Omega } ^{\infty }} là vận tốc góc của dòng chảy, và {\displaystyle \mathbf {\omega } } là vận tốc góc của phần tử.
Các định luật của Faxén có thể được tổng quát hóa để mô tả các moment của các hình dạng khác không phải hình cầu, chẳng hạn như ellipsoid, các vật thể dạng cầu, và các giọt (chất lưu) hình cầu.